# Camponotus goeldii
Camponotus goeldii é uma espécie de inseto do gênero Camponotus, pertencente à família Formicidae.